# Station Church Fenton
Church Fenton is een spoorwegstation van National Rail in Church Fenton, Selby in Engeland. Het station is eigendom van Network Rail en wordt beheerd door Northern Rail. 